# Pauline de Nicolay
Pauline de Nicolay (* 16. Februar 1811 in Paris; † 9. Juni 1868 in Jerusalem) war eine Ordensfrau der katholischen Kirche. Der Seligsprechungsprozess wurde eingeleitet.

## Leben
Paulina de Nicolay wurde als Tochter einer adligen Familie in Frankreich geboren. Ihre Eltern waren Theodor und Augustine von Nevis. Aus der Familie entstammen acht Kinder, Pauline de Nicolay war die zweitälteste der Schwestern.
Aufgrund der mystischen Erfahrungen, die Pauline de Nicolay schon in jungen Jahren hatte, wurde sie 1824 zur Erziehung an die Schwesterngemeinschaft Dienerinnen des Heiligsten Herzens Jesu übergeben und trat dann auch in weiterer Folge der Gemeinschaft am 8. September 1832 bei. Zur weiteren Ausbildung wurde sie nach Montet (Schweiz) gesandt und in das Noviziat aufgenommen. Zwei weitere der Schwestern von Pauline von Nicolay traten der Schwesterngemeinschaft Dienerinnen des Heiligsten Herzens Jesu bei.
1836 bis 1847 wirkte sie als Erzieherin und Lehrerin in Turin und aufgrund der Revolutionen 1848/1849 übersiedelte sie nach Bordeaux, wo sie die Leitung des dort eingerichteten Instituts übernahm. Wegen einer schwerwiegenden Augenkrankheit verließ sie 1849 den Orden und kehrte zu ihrer Familie zurück. Trotz erheblicher Aufwendungen verschlechterte sich der Zustand der Augen immer mehr. 1853 machte sie das Gelöbnis, ins Heilige Land zu pilgern, wobei sie von ihrer jüngsten Schwester Joanna begleitet wurde. Im November 1854 hatte sie eine Audienz bei Papst Pius IX. Durch den Ausbruch des Krimkrieges war eine Weiterfahrt ins Heilige Land nicht möglich und sie wurde zwischenzeitlich im Dritten Orden der Franziskaner aufgenommen und legte am 15. August 1855 (Maria Himmelfahrt) das Gelübde in der Basilika San Francesco in Assisi ab. Am 8. Januar 1856 soll sie in Loreto stigmatisiert worden sein und die Wundmale Christi sodann acht Jahre getragen haben.
Am 2. Mai 1858 reiste Pauline de Nicolay ins Heilige Land, wo sie – nach Zwischenhalten in Neapel, Messina, Malta und Ägypten – am 14. Mai in Jaffa ankam. Sie besuchte die wichtigsten Stätten und lebte in weiterer Folge bis zu ihrem Ableben in einem grottenähnlichen Gebäude in der Nähe der Anfang des 20. Jahrhunderts wiederaufgebauten Kirche St. Kleopas. Die Kirchenruine hatte sie 1861 mit ihrem Anteil am Familienvermögen um etwa 50.000 Goldfranken (franchi d’oro) aufgekauft und den Franziskanern geschenkt. Am Ort, an dem Pauline de Nicolay lebte, wurde später das Serafinische Kolleg der Franziskaner errichtet, das heute ein Pilgerhospiz ist.
Am 9. Juni 1868 verstarb Pauline de Nicolay im Pilgerhaus Casa Nova in Jerusalem und wurde am 10. Juni am Berg Zion im christlichen Friedhof beigesetzt. Am 8. Juli 1872 wurden die sterblichen Überreste nach Emmaus überführt und im Hospiz beigesetzt. Am 20. September 1902 wurden die sterblichen Überreste in die neu erbaute Kirche der Brotbrechung (Fractio Panis, dt.: Brotbrechen) übertragen und ein Grabmal aus hellgrauem Marmor gesetzt.